# Європейська картка медичного страхування

Зразок європейської картки медичного страхування з Австрії (реверс).

Зразок французької EHIC

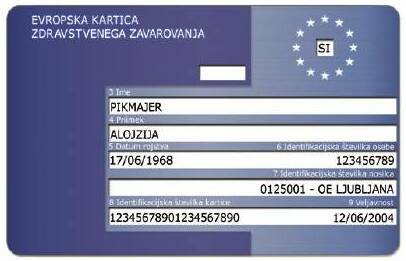
Словенська картка

Європейська картка медичного страхування (EHIC) видається безкоштовно і дозволяє кожному, хто застрахований або охоплений законодавчо встановленою системою соціального забезпечення країн ЄЕЗ та Швейцарії, отримувати медичне лікування в іншій державі-члені безкоштовно або за зниженою вартістю, якщо що лікування стає необхідним під час їх візиту (наприклад, через хворобу чи нещасний випадок), або якщо у них вже є хронічний стан, який вимагає допомоги, наприклад, діаліз нирок. Термін дії картки залежить від країни видачі. Постійний взаємний доступ до медичної допомоги між ЄС та Великою Британією узгоджено, і Велика Британія видає нову британську Глобальну карту медичного страхування (GHIC), дійсну в ЄС.
Метою схеми є дозволити людям продовжувати своє перебування в країні без необхідности повертатися додому для медичного обслуговування; як такий, він не охоплює людей, які відвідали країну з метою отримання медичної допомоги, а також не невідкладну допомогу, яка може бути відкладена до тих пір, поки особа не повернеться до своєї батьківщини (наприклад, більшість стоматологічних послуг). Витрати, які не покриваються зборами за самостійну відповідальність, оплачує країна-видавець, яка, як правило, є країною проживання, але також може бути країною, з якої отримується найбільша пенсія.
Він охоплює лише охорону здоров’я, яке зазвичай охоплюється законодавчо встановленою системою охорони здоров’я у відвіданій країні, тому страхування подорожей не застаріває.

## Історія
Картка була поступово введена з 1 червня 2004 р. І протягом 2005 р., Ставши єдиним документом про право на охорону здоров’я 1 січня 2006 р.
Він замінив такі медичні форми:
- E110 - Для міжнародних автоперевізників
- E111 - Для туристів
- E119 - Для безробітних / шукачів роботи
- E128 - Для студентів та робітників в іншій державі-члені

## Територіальна придатність
Картка застосовується у всіх французьких заморських департаментах (Мартиніка, Гваделупа, Реюньйон та Французька Гвіана), оскільки вони є частиною ЄЕЗ, але не є територіями, що не залежать від ЄЕЗ, такими як Аруба чи Французька Полінезія. Однак існують домовленості щодо використання EHIC на Фарерських островах та Ґренландії хоча вони не перебувають у ЄЕЗ.

## Особиста правомочність
Причиною існування цієї картки є те, що право на охорону здоров'я в Європі базується на країні законного проживання, а не на країні громадянства. Тому паспорта недостатньо для отримання медичної допомоги. Однак можливо, що при собі посвідчення особи з фотографією документ запитується, так як Європейська картка медичного страхування не містить фото.
У деяких випадках, навіть якщо особа застрахована в країні ЄУ, вона не має права на отримання європейської картки медичного страхування. Наприклад, у Румунії особа, яка на даний момент застрахована, повинна була бути застрахована протягом попередніх п’яти років, щоб отримати право.

## Сторонні процесори додатків
Європейські картки медичного страхування надаються безкоштовно всім законним резидентам країн-учасниць. Однак існують різні компанії, які виступають неофіційними агентами від імені приватних осіб, організовуючи постачання карток в обмін на оплату, часто пропонуючи додаткові послуги, такі як перевірка заявок на наявність помилок та загальні поради чи допомогу.  Це виявилось надзвичайно суперечливим. У 2010 році британський уряд виступив проти компаній, які запрошували людей платити за безкоштовну EHIC, неправдиво натякаючи, що шляхом оплати заявник може пришвидшити процес.

## Держави-члени, що беруть участь
Станом на 2021 рік в Європі бере участь 31 країна: 30 країн-членів Європейського економічного простору (ЄЕЗ) плюс Швейцарія. Сюди входять 27 держав-членів Європейського Союзу (ЄС) та 4 держави-члени Європейської асоціації вільної торгівлі (ЄАВТ).
| - Австрія - Бельгія - Болгарія - Хорватія - Кіпр - Чехія - Данія - Естонія - Фінляндія - Франція - Німеччина | - Греція - Гренландія - Угорщина - Ісландія - Ірландія - Італія - Латвія - Ліхтенштейн - Литва - Люксембург - Мальта | - Нідерланди - Норвегія - Польща - Португалія - Румунія - Словаччина - Словенія - Іспанія - Швеція - Швейцарія |

### Колишні держави-учасниці

#### Сполучене Королівство
Сполучене Королівство було учасником схеми як член Європейського Союзу до виходу з організації. Він продовжував тимчасово брати участь до кінця перехідного періоду Brexit 31 грудня 2020 року.
Угода про торгівлю та співробітництво між ЄС та Великою Британією надає постійний взаємний доступ до медичних послуг між ЄС та Великою Британією. Громадяни ЄС зможуть продовжувати використовувати свої EHIC у Великій Британії  тоді як EHIC у Великій Британії буде замінено новою британською Глобальною картою медичного страхування (GHIC).   Однак GHIC та видані Великою Британією EHIC не є дійсними в Норвегії, Ісландії, Ліхтенштейні та Швейцарії для більшості людей. Лише деякі можуть отримати новий виданий Великою Британією EHIC, дійсний для відвідування цих країн. 
Під час участі у схемі доступ EHIC охоплював британську заморську територію Гібралтару. Коронні залежності Нормандських островів та острова Мен не були охоплені EHIC через те, що вони ніколи не були членами ЄС та ЄЕЗ, а їх мешканці не мали права на отримання EHIC. 

## Суперечка
У серпні 2015 року Daily Mail випустила історію про зловживання системою EHIC, в якій картка була видана її таємному угорському репортеру, який «отримав картку після того, як відвідав Велику Британію менш ніж за один день», після того як інша журналістка видала її хазяїна та представила лікар загальної практики з договором найму майна, яке не було зайняте для отримання номера NHS. Він стверджував, що "іноземці платять за NHS за догляд у власній країні". Як вказував The Guardian, NHS видав картку особі, яка не мала права на отримання картки, оскільки лікар загальної практики був обманутий у видачі номера NHS, і незрозуміло, яка вигода отримає в результаті. 
The Huffington Post повідомляло, що за п'ять років у Великій Британії було виявлено лише дев'ять випадків шахрайства на низькому рівні із залученням EHIC у спільній вартості 712,56 фунтів стерлінгів. 